# Соколов, Сергей Юрьевич
Серге́й Ю́рьевич Соколо́в (1875—1964) — российский и советский бактериолог-маляриолог, заслуженный врач РСФСР. С его именем связано полное искоренение малярии в городе Сочи.

## Биография
Соколов родился в 1875 году в Харьковской губернии. С 12-летнего возраста Сергей Соколов должен был помогать семье, работая на руднике на Брянском заводе.
Он принимал активное участие в революционном движении и в 1905 году вынужден был скрываться от преследований полиции.
В 1907 году С. Ю. Соколов вновь поступает на работу и одновременно в свободное время занимается самообразованием. Позднее он окончил вечернюю среднюю школу в Москве и поступил на частные университетские курсы в Юрьеве.
До революции, окончив медицинский институт, Соколов работал некоторое время в одной из больниц Москвы. После революции, получив в 1918 году специальность врача, он в числе первых явился в Народный комиссариат здравоохранения, готовый работать там, где нужна помощь. Его отправили на Урал. Это были трудные годы — не хватало продовольствия, жилья, дров, керосина. Вспыхнула эпидемия сыпного тифа. Больницы оказались переполненными. Много людей, зараженных тифом, оставались дома. Врачам приходилось работать сутками. Они вели настоящее сражение с заразной болезнью. Им удалось победить эпидемию. Но для Соколова радость победы была омрачена — тиф, точно в отместку за особое усердие, уложил в постель его самого. В тяжёлом состоянии он был доставлен в Москву. После выздоровления он снова явился в Наркомздрав. На этот раз ему вручили документ подписанный Николаем Александровичем Семашко, в котором говорилось, что врач Сергей Юрьевич Соколов назначается заведующим Туапсинским курортным районом и «все правительственные учреждения и железнодорожные организации приглашаются оказывать всякое содействие в возможно срочном прибытии его к месту службы» — настолько важным было его новое назначение. Он добирался на юг с наступающими красноармейскими частями, уничтожавшими остатки белых армий на Юге России. В Туапсе прибыл сразу после капитуляции деникинской армии в Кудепсте. Территория под его ответственностью располагалась от Туапсе до Адлера. Здесь ему передали частные пансионы, виллы и дачи бежавшей за границу знати царской России, и он создавал в них первые санатории и дома отдыха нового типа — для народа. Сергею Юрьевичу понравилось черноморское побережье с его кряжами, покрытыми могучим лесом и с целебным воздухом, приправленным ароматом горных вершин и солями моря, с такой тёплой зимой. Ещё тогда, в годы разрухи, он говорил:
Здесь должен быть, здесь будет один из самых лучших курортов мира!
Однако, отдыхающие и даже люди из числа помощников Соколова продолжали заболевать трудно поддающейся лечению, тропической малярией. Тучи комаров делали эти края местом явно неподходящим для отдыха.

### Борьба с малярией
Соколовым была развёрнута широкая кампания по борьбе с очагами малярии на черноморском побережье. Первым делом, по предложению Соколова, на побережье были созданы противомалярийные станции. Они появились в Анапе, Новороссийске, Геленджике, Туапсе, Сочи и развернули активную деятельность. Соколов не довольствовался ролью организатора.
В 1923 году, как только определился район наибольшего санаторного строительства, — им стал, конечно, Сочи с его целебными мацестинскими источниками, — Соколов возглавил Сочинскую противомалярийную станцию. Неутомимый человек, Соколов пешком обошёл всю территорию курорта и его окрестности, взял на учёт и тщательно обследовал водоёмы и заболоченные места, наметил меры их оздоровления. Также им была проведена огромная оздоровительная работа среди местного населения. Позже Соколову был предложен более высокий руководящий пост, однако он отказался, с тем чтобы все свои силы без остатка посвятить борьбе с тропической малярией. Наркомздрав поощрил это начинание и наделил Соколова особыми полномочиями. В ходе своей деятельности, Соколов разработал комплексные меры борьбы с малярией: осушение заболоченной местности, опыление и нефтевание водоёмов, высаживание эвкалиптов и платанов, способствующих осушению почв, разведение гамбузии.
1956 год стал первым годом в истории Сочи, в течение которого не было зафиксировано ни одного случая заболевания малярией.

## Награды
Врачебный подвиг Соколова был отмечен орденом Ленина, орденом Трудового Красного Знамени, многими медалями, министерскими значками, почётными грамотами. В числе первых, Верховным Советом РСФСР ему присвоили звание заслуженного врача РСФСР, тридцать пять лет подряд он избирался депутатом сочинского городского совета. Сергей Соколов — член КПСС с 1929 года. Правительство высоко оценило деятельность С. Ю. Соколова, помимо орденов наградив его также медалями «За оборону Кавказа» и «За победу над Германией в Великой Отечественной войне 1941—1945 гг.», а Министерство здравоохранения СССР наградило значком «Отличнику здравоохранения». Но самой большой наградой, как он сам однажды признался в 1956 году, на декабрьской сессии городского совета, он до конца своих дней считал превращение черноморского побережья в настоящий курорт, в чём была его первостепенная заслуга.

## Память

Бюст Соколова в Сочи

В 1964 году, после смерти Сергея Юрьевича Соколова в музее краеведения установлен его бюст из дерева. Решением исполкома городского совета депутатов именем Соколова была названа улица в Центральном районе города Сочи. Улица Соколова — это одна из самых коротких улиц Сочи. Прежде её называли Музейной. Похоронен Сергей Юрьевич Соколов на Центральном Успенском кладбище Сочи.
В 2011 году  возле сочинской противомалярийной станции торжественно открыли  памятник в виде бюста С. Ю. Соколова. Примечательно, что табличку с его фамилией декорирует элемент, обозначающий вереницу рыбок гамбузий. 